# Johannes Keilstrup
Johannes Keilstrup (født 15. maj 1901 i Vejle) var en dansk atlet og ølhandler. Han var frem til 1929 medlem af Vejle IF derefter i Københavns IF
Keilstrup vandt det danske mesterskaber på 5000 meter 1929.
Johannes Keilstrup var far til Geert Keilstrup.

## Danske mesterskaber
- Sølv 1930 5000 meter 15:19.0
- Guld 1929 5000 meter 15:15.5
- Sølv 1928 5000 meter 15:38.3
- Bronze 1927 5000 meter 15:34.0
- Sølv 1923 10.000 meter 34:33.0